# Robert Rydberg (diplomat)
Robert Henry Rydberg, född 9 april 1955 i Stockholm, är en svensk diplomat. Han var kabinettssekreterare på Utrikesdepartementet mellan 11 december 2019 och 18 oktober 2022.
Rydberg, som blev jur. kand. vid Stockholms universitet 1983, var 1978–1983 generalsekreterare i Sveriges Ungdomsorganisationers Landsråd (SUL, numera LSU). Han anställdes på Utrikesdepartementet 1983 och har bland annat tjänstgjort på den dåvarande legationen i Pretoria (1988–1992) och Sveriges FN-representation i New York (1992–1995). Under Sveriges medlemskap i FN:s säkerhetsråd 1997–1998 var Rydberg samordnare för säkerhetsrådsfrågor på den ansvariga enheten på Utrikesdepartementet. Under det första svenska ordförandeskapet i Europeiska unionens råd 1999 var Rydberg ordförande för kommittén för civil krishantering (CIVCOM) och ledde arbetet med ett EU-program om konfliktförebyggande, det så kallade Göteborgsprogrammet.
Rydberg var ambassadör i Kinshasa 2001–2003, med sidoackreditering i Brazzaville, Yaoundé, Bangui, N'Djamena, Malabo och Libreville. Han var ambassadör 2003–2007 i Tel Aviv och blev, efter ett särskilt uppdrag i Tchad, chef för Utrikesdepartementets enhet för Mellanöstern och Nordafrika 2008–2015. Han var 2015–2019 ambassadör i Rom, med sidoackreditering i San Marino, och till de internationella organisationerna i Rom (FN:s livsmedels- och jordbruksorganisation, Världslivsmedelsprogrammet och Internationella fonden för jordbruksutveckling).
Rydberg deltog som kabinettssekreterare i de säkerhetspolitiska överläggningar med de politiska partierna som ledde fram till Sveriges ansökan om medlemskap i Nato. Han hade en aktiv roll i arbetet för att normalisera relationerna mellan Sverige och Israel. Rydberg var under 2023 ambassadör för klimat och säkerhet i UD.
Biskopen i Stockholms katolska stift, kardinal Anders Arborelius, utsåg 2024 Rydberg till medlem i stiftets referensgrupp för Justitia et pax.

## Utmärkelser
- Storkors av Italienska republikens förtjänstorden, 14 januari 2019.[13]

- Storofficer av Förbundsrepubliken Tysklands förtjänstorden, 7 september 2021

- Kommendör av Isabella den katolskas orden, 23 november 2021

- Kommendör av Finlands Vita Ros' orden, 17 maj 2022

- Storofficer av Oranien-Nassauorden, 27 september 2022

- H.M. Konungens medalj i 12:e storleken med Serafimerordens band, med motiveringen ”För betydelsefulla insatser inom svensk utrikesförvaltning”, 6 juni 2023[14]